# 環刃

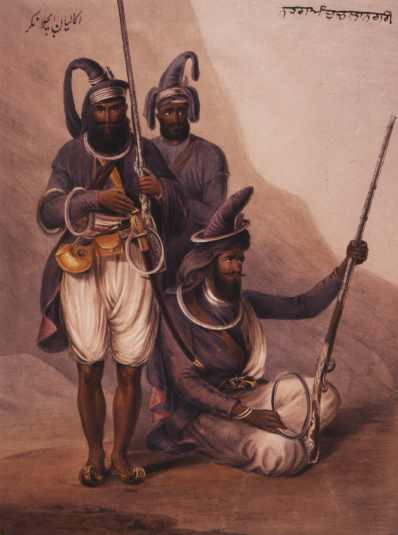

環刃（天城文：चक्रं；英語：Chakram），又可稱為飛輪、輪刃、戰輪、偃月輪、圓月輪或圓刃，是一種圓環型或半月型鋒刃武器，可以用來砍殺或投擲的武器。
環刃是印度的一種民族武器。最原先的起源是指的是脈輪、輪、或圓。16-19世紀時，錫克教徒也有使用過。典型的環刃是一個輕巧的金屬圓環，重僅150-500克，直徑約為10-30公分，環的外圍磨得鋒利無比。使用時以手指套在環內，將輪旋轉之後扔出去。射程有40-50公尺之遠，在30公尺的距離上能砍斷直徑2公分粗的竹子。環刃經常拋出是垂直而非水平，可輕易切斷敵人的手臂或雙腿。

## 結構
- 利刃部分只占半環或大半環，其中一段環沒有利刃，而是一段手柄連接，用於握持。
- 360度全開刃，在環形的中間的孔當中有手柄可握持。
- 360度全開刃但不具有手柄，以通過將手指或手臂伸入環形中間的方式持有（錫克教徒使用的多是這一種，且可能是最早的圓月輪形態）。

## 相關文藝作品
- 《神雕俠侶》中，金輪法王所用的兵器。
- 《英雄傳說 軌跡系列》中，霧香·樓蘭所使用的武器為一對偃月輪。內環為柄，外半環為刃。可用於近身格鬥，也可遠程投擲攻擊。
- 《真·三國無雙系列》中，孫尚香使用的專屬武器是一對圓月輪，名字稱為「夏圈」、「円月圈」或「乾坤圈」。第八代中，王異改拿一對圓月輪（之前是拿筆架叉）
- 《戰國BASARA系列》中，毛利元就使用的武器是巨大的圓月輪。
- 《幽游白書》中，軀手下的時雨使用一隻巨大的圓月輪「磷火圓礫刀」。
- 《ONE PIECE》中，催眠師傑克斯（原黑貓海賊團副船長，後為海軍本部三等兵）使用的武器是多個小型圓月輪，除了用做武器，還可用線吊起來當催眠道具使用。
- 《假面騎士鎧武》中，假面騎士龍玄Kiwi Arms所附帶的武器「奇異果擊輪」，是一對形似奇異果切面的圓月輪。
- 《五星戰隊大連者》中，大輪劍Dairin Ken老道士‧虞翻所開發的圓盤劍。能夠直接斬擊，投擲時具有迴力鏢特性。虞翻曾拿來下廚用。
- 《刀劍神域》中，艾恩葛朗特迷宮第二層，偶爾會刷出怪物「圓月輪投擲男」（Ring Hurler），使用的武器是圓月輪（Chakram），玩家將其擊敗之後有機會掉落獲得較為小型的圓月輪，用於投擲攻擊，也可以握在手中當做手指虎使用。
- 《畫江湖之杯莫停》中，月氏秘寶「無雙之月」，由兩半環狀武器組成，分別由月氏僅存的兄弟二人月無期和月無影保管，並作為自己的兵器。
- 美國電視真人實競節目《千錘百鍊》中，其中一集為製造圓月輪。
- 《秦时明月》中，狼族奴隸諾敏所使用的武器是一對淬有劇毒的圓月輪。
- 《黑色沙漠》中，女忍者覺醒後武器：圓月輪。